# Renault Puncher
Le Renault Puncher était un camion vendu par Renault Trucks depuis 1995 avec un ressuyage en 2004 (cabine légèrement améliorée avec les nouveaux feux avant et la nouvelle calandre arborant le losange de Renault et fabriqué par P.V.I.
Spécialisé dans la collecte des déchets ménagers, il est équipé d'une cabine surbaissée dont le plancher est situé à 420 mm du sol pour faciliter l'accès.
Non conforme à l'entrée en vigueur de la norme Euro 5, il a été produit jusqu'à fin 2009.
Il a été remplacé en 2011 dans la gamme Renault Trucks par l'Access.

## Référence
1. ↑  Camions d'hier et d'aujourd'hui - hors série n°1, Tous les camions 2008.